# Television
I Television sono stati un gruppo musicale rock statunitense.
Furono tra i protagonisti del punk rock newyorkese degli anni settanta. Ispirati dai The Velvet Underground e dal garage rock psichedelico divennero a loro volta punto di riferimento per la nascente scena new wave. Tom Verlaine, influenzato dai grandi solisti jazz, diede vita con Richard Lloyd ad intrecci chitarristici che coniugavano essenzialità e fantasia, asprezza sonora e ricchezza espressiva.

## Storia del gruppo
Nel 1971 un gruppo di nome Neon Boys muoveva i primi passi nella scena musicale newyorkese proponendo un grezzo proto-punk dalle liriche audaci: ne facevano parte il cantante/chitarrista Tom Verlaine, il bassista Richard Hell ed il batterista Billy Ficca.
L'esperienza si concluse nel 1972, ma in seguito all'incontro con il chitarrista Richard Lloyd, avvenuto verso la fine del 1973, Verlaine riassemblò la band che prese il nuovo nome di Television.
Nel 1974 il gruppo intraprese l'attività live e ben presto si trovò a suonare periodicamente al CBGB, il locale che stava diventando il fulcro della nuova generazione di musicisti underground newyorkesi: da Patti Smith ai Talking Heads, dai Blondie ai Ramones.
I Television divennero ben presto uno dei gruppi più seguiti e nel 1975 attirarono l'attenzione di Brian Eno con il quale registrarono un demo che non ebbe però fortuna presso le case discografiche. Subito dopo Richard Hell decise di lasciare i Television per formare gli Heartbreakers con Johnny Thunders (ex New York Dolls); un anno dopo avrebbe intrapreso la carriera solista con l'album Blank Generation. Al suo posto subentrò Fred Smith, proveniente dai Blondie, e con lui venne inciso un singolo autoprodotto, Little Johnny Jewel, che venne ben accolto nell'ambiente e dalla critica e suscitò l'interesse delle major. Nel 1976 i Television firmarono un contratto con l'Elektra Records e poterono cominciare le registrazioni del primo album che venne pubblicato nei primi mesi del 1977.
Marquee Moon, questo il titolo del loro esordio, è considerato un album fondamentale non solo per il punk e la new wave newyorkesee, ma per l'intera storia del rock. È un viaggio nell'alienante desolazione metropolitana secondo la grande lezione dei maestri Velvet Underground, compiuto attraverso liriche dolorose ispirate alla poesia decadente e ad un sound scarno ed essenziale in cui si inseriscono lunghi assoli di chitarra di Tom Verlaine, lancinanti ed ossessivi, che lo hanno consacrato tra i chitarristi più innovativi di sempre.
Pur acclamato dalla critica non vendette molto in patria, mentre trovò fortuna in Inghilterra risultando quindi seminale anche per i gruppi post-punk albionici.
Nel 1978 il gruppo andò in tour prima con i Blondie e poi con Peter Gabriel e registrò il secondo album Adventure, più convenzionale, si distinse per un ammorbidimento nei toni ed atmosfere più rilassate. Oltre ad entrare nella top ten britannica il disco ottenne un certo riscontro commerciale anche in America, ma entro la fine dell'anno Tom Verlaine sciolse il gruppo ed intraprese una carriera solista di buon livello, anche se in ambiti musicali più tradizionali.
Nel 1993 una reunion portò al disco Television che sebbene non sia considerato il loro migliore fu comunque apprezzato dalla critica per l'originalità dei brani.
Nel 2001 il gruppo tornò insieme nuovamente per una serie di concerti.
Il 28 gennaio 2023, Tom Verlaine scompare all'età di 73 anni.

## Formazione

### Storica
- Tom Verlaine - voce, chitarra, tastiere (1973-2023)
- Richard Lloyd - chitarra, cori (1973-2007)
- Billy Ficca - batteria (1973-2023)
- Fred Smith - basso, cori (1975-2023)

### Altri componenti
- Richard Hell - basso, voce (1973-1975)
- Jimmy Rip - chitarra, cori (2007-2023)

## Discografia

### Album in studio
- 1977 - Marquee Moon (Elektra Records)
- 1978 - Adventure (Elektra Records)
- 1993 - Television (Elektra Records)

### Album dal vivo
- 1982 - The Blow-Up (ROIR, con registrazioni dal vivo nel 1978)
- 2003 - Live at the Academy, 1992 (Ohoo, registrato dal vivo nel 1992)
- 2003 - Live at the Old Waldorf (Rhino Records, registrato dal vivo nel 1978)

### Singoli
- 1975 - Little Johnny Jewel (Ork Records 81975)
- 1977 - Prove it/Venus (Elektra K 12262)
- 1977 - Marquee Moon (Elektra K 12252)
- 1978 - Glory/Carried away (Elektra K 12306)
- 1978 - Ain't that nothin'/Glory (Elektra K 12306)
- 1978 - Foxhole/Careful (Elektra K 12287)
- 1992 - Call Mr Lee/In World/1880 Or Sol (Capitol Records CDCLDJ 670)
- 1992 - In World (Capitol Records DPRO 79557)
- 1992 - Call Mr Lee (Capitol Records DPRO 79452)
- 1992 - The Revolution/Big Jo/Hoo (Capitol Records  SPCD 1619)